# Федотово (Тотемский район)
Федотово — деревня в Тотемском районе Вологодской области.
Входит в состав Пятовского сельского поселения, с точки зрения административно-территориального деления — в Матвеевский сельсовет.
Расположена на левом берегу реки Еденьга. Расстояние до районного центра Тотьмы по автодороге — 16 км, до центра муниципального образования деревни Пятовская  по прямой — 13 км. Ближайшие населённые пункты — Куземкино, Матвеево, Мосеево.
По переписи 2002 года население — 22 человека (9 мужчин, 13 женщин). Всё население — русские.